# Zakopane
Zakopane (pronunciado [zako'panε]) es una ciudad ubicada en el sur de Polonia, con aproximadamente 28 000 habitantes (2004). Pertenece al voivodato de la Pequeña Polonia. La ciudad, a la cual se conoce como la capital de invierno de Polonia, se encuentra en la parte sur de la región de Podhale, a los pies de los montes Tatras.

## Historia

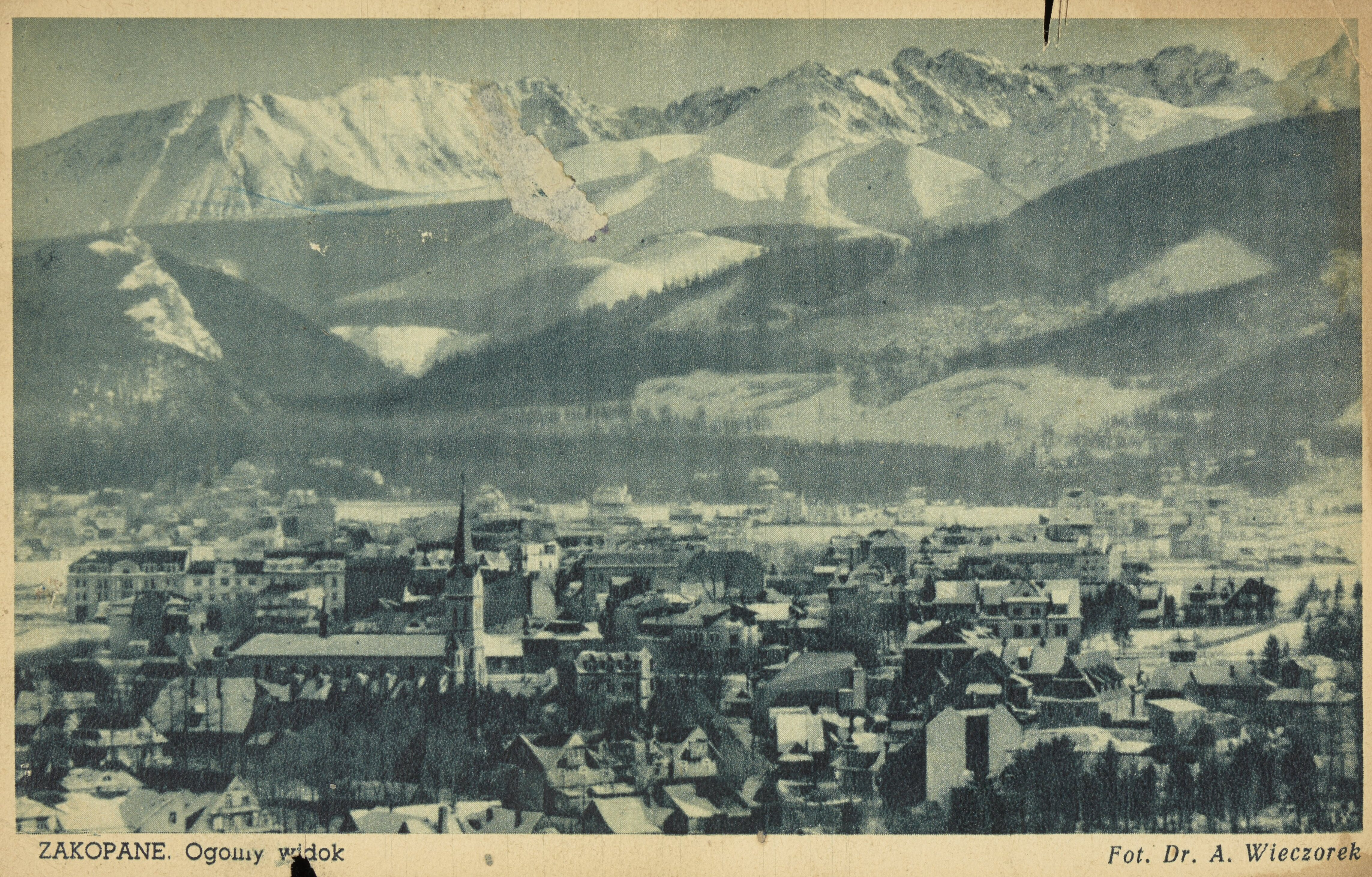
Vista de Zalopane en la década de 1930

Los documentos más antiguos mencionando Zakopane se remontan al siglo XVII, en que se describe un claro del bosque llamado Zakopisko. En 1676 era una villa de 43 habitantes. En 1824, junto con una parte de los montes Tatra fue vendido a la familia Homola. Su historia a continuación se remonta al desarrollo de la minería y la industria metalúrgica de la región y luego al turismo. En los últimos años se ha convertido en una importante ciudad turística debido al fuerte crecimiento demográfico que ha enfrentado. 
Pertenece, desde 1999 al voivodato de la Pequeña Polonia; previamente fue parte de la voivodia de Nowy Sacz entre 1975 y 1998. 
En la ciudad está el museo Jan Kasprowicz, en la antigua residencia de este poeta de la Joven Polonia.

## Deporte
Zakopane ha sido sede de los Mundiales de Esquí Nórdico en los años 1929, 1939 y 1962, las Universiadas de Invierno en 1956, 1993 y 2001, un Campeonato Mundial de Biatlón en 1969 y varias copas de saltos de esquí. Fue candidata a los Juegos Olímpicos de Invierno de 2006 y al Mundial de Esquí de 2011.

## Geografía
La ciudad, a la cual se conoce como la capital de invierno de Polonia, se encuentra en la parte sur de la región de Podhale, a los pies de los montes Tatras.
Explorar los Montes Tatras permite disfrutar del considerado sistema alpino más pequeño del mundo, con paisajes de bosque y montaña, con especies protegidas como el oso pardo, el lobo, el lince, o el emblemático alce, que conviven en los numerosos bosques de los valles glaciares. Desde Poprad, parte un servicio en tren que permite acceder con facilidad a la mayoría de los valles de los Altos Tatras. Los paisajes son ideales para quienes gusten un magnífico paisaje de alta montaña, donde la altitud no es una barrera para practicar senderismo en diversas direcciones. En apenas cuatro jornadas, podremos recorrer los “pequeños Alpes”.
Los montes Tatra, son la mayor cordillera de los Cárpatos. Cerca de Zakopane (Polonia) son una importante zona turística durante todo el año además de parque nacional.
Los montes Tatra son la cordillera más grande de los Cárpatos, con una altitud promedio de 2655 metros. La geografía de Polonia, es abundante en llanuras, valles y costas. Se observan floridas colinas, variadas elevaciones y afluentes de agua que acompañan armoniosamente el paisaje medieval que caracteriza las casas y edificios polacos.
Esta cordillera, es todavía muy desconocida, a pesar de su extensa longitud, limitada entre Polonia y Eslovaquia, donde atraviesa el macizo los Tatra en la cumbre de Gerlach hasta Ucrania y Rumania, que nos llevan a los misteriosos Alpes de Transilvania. Es en estas montañas donde se originan tres ríos, el Vístula, el Dniestes y el Moldavia.
Los Cárpatos son un sistema montañoso de Europa central que forma un gran arco de 1500 km de longitud y unos 150 km de anchura media, a lo largo de las fronteras de Austria, la República Checa, Eslovaquia, Polonia, Ucrania, Rumania, Serbia y el norte de Hungría.
Las termas de Bukowina Tatrzańska se hallan a unos 20 kilómetros al norte.

### Clima
| Parámetros climáticos promedio de Zakopane (1991-2020) | Parámetros climáticos promedio de Zakopane (1991-2020) | Parámetros climáticos promedio de Zakopane (1991-2020) | Parámetros climáticos promedio de Zakopane (1991-2020) | Parámetros climáticos promedio de Zakopane (1991-2020) | Parámetros climáticos promedio de Zakopane (1991-2020) | Parámetros climáticos promedio de Zakopane (1991-2020) | Parámetros climáticos promedio de Zakopane (1991-2020) | Parámetros climáticos promedio de Zakopane (1991-2020) | Parámetros climáticos promedio de Zakopane (1991-2020) | Parámetros climáticos promedio de Zakopane (1991-2020) | Parámetros climáticos promedio de Zakopane (1991-2020) | Parámetros climáticos promedio de Zakopane (1991-2020) | Parámetros climáticos promedio de Zakopane (1991-2020) |
| Mes                                                    | Ene.                                                   | Feb.                                                   | Mar.                                                   | Abr.                                                   | May.                                                   | Jun.                                                   | Jul.                                                   | Ago.                                                   | Sep.                                                   | Oct.                                                   | Nov.                                                   | Dic.                                                   | Anual                                                  |
| ------------------------------------------------------ | ------------------------------------------------------ | ------------------------------------------------------ | ------------------------------------------------------ | ------------------------------------------------------ | ------------------------------------------------------ | ------------------------------------------------------ | ------------------------------------------------------ | ------------------------------------------------------ | ------------------------------------------------------ | ------------------------------------------------------ | ------------------------------------------------------ | ------------------------------------------------------ | ------------------------------------------------------ |
| Temp. máx. abs. (°C)                                   | 14.9                                                   | 17.6                                                   | 20.3                                                   | 25.5                                                   | 27.3                                                   | 31.4                                                   | 32.5                                                   | 32.8                                                   | 30.7                                                   | 26.3                                                   | 20.6                                                   | 18.4                                                   | 32.8                                                   |
| Temp. máx. media (°C)                                  | 1.1                                                    | 2.0                                                    | 5.4                                                    | 11.3                                                   | 16.0                                                   | 19.5                                                   | 21.2                                                   | 21.3                                                   | 16.3                                                   | 11.8                                                   | 6.6                                                    | 1.8                                                    | 11.2                                                   |
| Temp. media (°C)                                       | -3.3                                                   | -2.4                                                   | 0.6                                                    | 6.0                                                    | 10.7                                                   | 14.2                                                   | 15.8                                                   | 15.6                                                   | 10.9                                                   | 6.5                                                    | 2.1                                                    | -2.3                                                   | 6.2                                                    |
| Temp. mín. media (°C)                                  | -7.0                                                   | -6.3                                                   | -3.5                                                   | 1.2                                                    | 5.7                                                    | 9.3                                                    | 10.8                                                   | 10.5                                                   | 6.5                                                    | 2.3                                                    | -1.5                                                   | -5.8                                                   | 1.9                                                    |
| Temp. mín. abs. (°C)                                   | -29.8                                                  | -34.1                                                  | -23.8                                                  | -12.0                                                  | -6.1                                                   | -1.6                                                   | 0.9                                                    | 0.2                                                    | -4.9                                                   | -10.7                                                  | -19.6                                                  | -25.5                                                  | -34.1                                                  |
| Precipitación total (mm)                               | 46.6                                                   | 51.3                                                   | 61.4                                                   | 81.2                                                   | 141.5                                                  | 149.4                                                  | 191.6                                                  | 125.3                                                  | 111.0                                                  | 80.8                                                   | 59.6                                                   | 45.1                                                   | 1144.8                                                 |
| Nevadas (cm)                                           | 610.0                                                  | 739.4                                                  | 510.3                                                  | 99.9                                                   | 1.0                                                    | 0                                                      | 0                                                      | 0                                                      | 0                                                      | 25.8                                                   | 143.9                                                  | 376.0                                                  | 2506.3                                                 |
| Días de lluvias (≥ 1 mm)                               | 9.6                                                    | 10.5                                                   | 11.0                                                   | 11.3                                                   | 14.7                                                   | 13.9                                                   | 15.1                                                   | 10.9                                                   | 10.9                                                   | 10.4                                                   | 9.6                                                    | 9.8                                                    | 137.7                                                  |
| Días de nevadas (≥ 1 mm)                               | 26.7                                                   | 25.3                                                   | 20.7                                                   | 6.5                                                    | 0.2                                                    | 0                                                      | 0                                                      | 0                                                      | 0                                                      | 2.8                                                    | 10.9                                                   | 23.5                                                   | 116.6                                                  |
| Horas de sol                                           | 69.1                                                   | 81.2                                                   | 118.2                                                  | 162.5                                                  | 179.6                                                  | 178.3                                                  | 197.1                                                  | 193.4                                                  | 128.4                                                  | 113.8                                                  | 75.6                                                   | 55.6                                                   | 1552.8                                                 |
| Humedad relativa (%)                                   | 81.1                                                   | 78.5                                                   | 75.0                                                   | 71.1                                                   | 74.4                                                   | 76.1                                                   | 76.7                                                   | 77.4                                                   | 81.6                                                   | 81.7                                                   | 82.9                                                   | 83.5                                                   | 78.3                                                   |
| Fuente: meteomodel.pl                                  |                                                        |                                                        |                                                        |                                                        |                                                        |                                                        |                                                        |                                                        |                                                        |                                                        |                                                        |                                                        |                                                        |

## Ciudades hermanadas
- Sopot (Polonia)
- Poprad (Eslovaquia)
- Saint-Dié-des-Vosges (Francia)
- Siegen (Alemania)
- Vysoké Tatry (Eslovaquia)